# Per Cock-Clausen
Per Cock-Clausen, né le 23 septembre 1912 à Frederiksberg  et mort le 11 août 2002, est un patineur artistique danois. Au cours de sa carrière sportive, il a été treize fois champion du Danemark, et participe aux Jeux olympiques d'hiver de 1948 et 1952.

## Carrière amateur

### Carrière sportive
Per Cock-Clausen domine le patinage artistique danois entre 1938 et 1963, en devenant champion de son pays à treize reprises lorsque les championnats nationaux ne sont pas annulés.
Il représente son pays à trois championnats européens (1938 à Saint-Moritz, 1939 à Davos et 1950 à Oslo), six mondiaux (1938 à Berlin, 1939 à Budapest, 1947 à Stockholm, 1948 à Davos, 1949 à Paris et 1950 à Londres), et deux Jeux olympiques d'hiver (1948 à Saint-Moritz et 1952 à Oslo).
Il participe et remporte ses derniers championnats nationaux en 1963 à l'âge de 50 ans.

### Reconversion
Après sa carrière sportive, il devient membre du conseil municipal de Copenhague en tant que membre du Parti populaire conservateur.

### Famille
Per Cock-Clausen est le fils de l'architecte Alf Cock-Clausen (1886-1983). 

## Palmarès
| Compétition                                                        | 1938 | 1939 | 1940 | 1941 | 1942 | 1943 | 1944 | 1945 | 1946 | 1947 | 1948 | 1949 | 1950 | 1951 | 1952 | 1953 | 1954 | 1955 | 1956 | 1957 | 1958 | 1959 | 1960 | 1961 | 1962 | 1963 |
| Jeux olympiques d'hiver                                            |      |      | JA   |      |      |      | JA   |      |      |      | 16e  |      |      |      | 14e  |      |      |      |      |      |      |      |      |      |      |      |
| Championnats du monde                                              | 10e  | 9e   | CA   | CA   | CA   | CA   | CA   | CA   | CA   | 5e   | 13e  | 9e   | 9e   |      |      |      |      |      |      |      |      |      |      | CA   |      |      |
| Championnats d’Europe                                              | 9e   | 10e  | CA   | CA   | CA   | CA   | CA   | CA   | CA   |      |      |      | 7e   |      |      |      |      |      |      |      |      |      |      |      |      |      |
| Championnats du Danemark                                           | CA   | CA   | 1er  | 1er  | 1er  | CA   | CA   | CA   | 1er  | 1er  | 1er  | CA   | CA   | CA   | CA   | CA   | 1er  | 1er  | 1er  | CA   | CA   | CA   | 1er  | 1er  | 1er  | 1er  |
| Légende : JA = Jeux olympiques annulés ; CA = Championnats annulés |      |      |      |      |      |      |      |      |      |      |      |      |      |      |      |      |      |      |      |      |      |      |      |      |      |      |